# Pseudomitrula
Pseudomitrula is een monotypisch geslacht van schimmels uit de orde Helotiales. Het bevat alleen Pseudomitrula horakii. De familie is nog niet eenduidig bepaald (incertae sedis).